# Enytus homonymator
Enytus homonymator är en stekelart som först beskrevs av Aubert 1960.  Enytus homonymator ingår i släktet Enytus och familjen brokparasitsteklar. Inga underarter finns listade i Catalogue of Life.